# Ѓ
Ćirilično slovo Ѓ (hrvatski Đ iako je izgovor različit) šesto je slovo mekedonske azbuke.